# 西大寺山古墳群
西大寺山古墳群（さいだいじやまこふんぐん）は、大阪府富田林市東部の丘陵上に立地し、古墳時代前期末から終末期にかけての25基の古墳から構成される古墳群である。

## 概要
西大寺山古墳群は、河南町寛弘寺から富田林市南大伴町・山中田町にかけて続く丘陵の北端に立地する。西大寺山古墳群は同一丘陵上の寛弘寺古墳群北部丘陵支群と南接しており、河南町と富田林市の行政界で区分されているが、本来は一体のものであったと考えられている。
周知の埋蔵文化財包蔵地（遺跡）としては、西大寺山遺跡・西大寺山古墳群になっており、丘陵上一帯が遺跡範囲に含まれている。複数の時代と性格をもつ複合遺跡であり、古墳群以外に、弥生時代後期の集落跡や中世城郭跡が見つかっている。遺跡範囲内では、個々の古墳のほかに、山中田城跡と篝山城跡が単独の周知の埋蔵文化財包蔵地になっている。石川やその支流の流域を見下ろす眺望のいい地形であり、各時代における要衝の地であったと思われる。
西大寺山古墳群のうち、宅地開発時に丘陵北西部で発見された9基の古墳は山中田古墳群（やまちゅうだこふんぐん）とも呼ばれる。山中田古墳群は宅地開発によって破壊・消滅しているが、記録保存のための発掘調査が実施されたため、様相が明らかになっている。山中田古墳群のうち特に著名な古墳は、短甲、鉄器、石釧、600個を超える玉類など豊富な副葬品が出土した山中田1号墳である。古市古墳群成立と同時期の古墳時代中期初頭における有力な地方豪族の墓と目され、定型化した短甲から政権中枢との関連を窺うことができる。築造時期は、前期末の2号墳がもっとも古く、中期初頭の1号墳、中期(5世紀中葉から6世紀初頭)の3-7号墳、終末期の8・9号墳の順である。
山中田古墳群以外の16基は、戦後の早い時期に市誌執筆者や教員らによる調査が行われた西大寺山古墳（西大寺山5号墳）を除き、発掘調査は行われていない。そのうち2基は宅地開発範囲に含まれているが、既存の報告で言及は見られない。

## 調査歴
南大伴町と山中田町のすぐ南方に位置する河南町寛弘寺では、古くから「寛弘寺の七つ墓」（寛弘寺古墳群のツギノ木山支郡）として古墳の存在が知られていた。また、山中田町の丘陵北端下の田中では、江戸時代中期には夫婦塚もしくは大伴黒主の墓とされる古塚が知られていた。
近代には丘陵西側で石室をもつ2基の古墳（字宮山の夫婦塚）が確認されており、寛弘寺から富田林市にかけての丘陵で多数の石棺が出土することが知られていた。1955年に刊行された『富田林市誌』には、篝山古墳群として丘陵北端の最高所と南方100メートルの地点（西大寺山古墳）で、古墳の存在が報告されている。
1978年に刊行された『富田林市遺跡分布図』では、西大寺山古墳と西大寺山北古墳（丘陵北端の最高所）のみが記載されている。ただし、分布図の西大寺山古墳の位置は西大寺山北古墳から南西200メートル地点であり、市誌の記述とは異なっている。1985年に刊行された『富田林市史 第１巻』において執筆者の北野耕平らによって実見されたが、開墾によって両古墳の墳丘は破壊されていたため、市誌の記述を紹介するにとどまっている。
1982年に河南町寛弘寺で圃場整備に伴い寛弘寺古墳群の分布調査が行われ、丘陵上に多数の古墳が発見された。その後、1980年代に富田林市側の丘陵上でも分布調査が行われ、西大寺山古墳と西大寺山北古墳を合わせて計16基の古墳が発見された。また、西大寺山古墳と西大寺山北古墳は前方後円墳と判明した。これら16基は西大寺山○号墳とナンバリングされ、西大寺山北古墳は西大寺山1号墳、西大寺山古墳は西大寺山5号墳にあたる。市誌で記述された西大寺山北古墳の南方100m地点の尾根上では3基の円墳（2-4号墳）が確認されている。
1996年に丘陵北西部の宅地開発に伴って9基の古墳が発見され、発掘調査が実施された。これら9基は山中田○号墳とナンバリングされ、山中田古墳群として報告される場合もある。

## 主な古墳

### 山中田1号墳
西へ延びる支脈の先端部に位置した前方後円墳で、全長は30メートルと推定される。宅地開発によって破壊され消滅した。前方部は後世に削平を受けて失われたと考えられている。後円部（もしくは円墳とした場合）の直径は、20メートルである。墳丘上からは円筒埴輪や家形埴輪の破片が出土しており、埴輪が据えられていたことが分かっている。
主体部は後円部の最高所にあり、墓壙の大きさは長さ6.7メートル幅1.5メートルで、主軸を南北方向に向ける。墓壙の北側には長さ5.9メートル幅0.65メートルの粘土床が残り、粘土床の断面形状が浅いU字形であることから、割竹形木棺を直葬していたと思われる。墓壙の南側には長さ0.75メートル幅0.53メートルの副葬品埋納施設があり、三角板革綴短甲1領、革製草摺1点、木製櫛15点、石釧、勾玉・管玉・棗玉・小玉など624点の玉類が出土した。玉類はまとまり方から複数の装飾品として繋がれていたこと、木製容器に入れられていたことが推測される。墓壙内から、鉄剣2点、鉄槍2点、鉄斧1点、やりがんな1点、他に鉄鏃と鑿などの鉄器が出土している。
石釧という前期的な要素、三角板革綴短甲という中期的な要素を併せ持つ過渡期的な古墳として注目される。また、豊富な玉類が出土したことでも著名である。玉類については発見当時に、政権側に没収されることを怖れて被葬者の親族が埋めたという市教委の見解が報道され、祭祀から武力への権威の変遷を示すものとされた。

### 山中田3号墳
山中田1号墳の北側の支脈端部に位置した直径10メートルの円墳である。宅地開発によって破壊され消滅した。主体部は南北方向に軸を向け、墓壙からは鉄剣2点、鉄斧1点、鉄鏃4点、蛇行状鉄製品1点、不明鉄製品1点が出土している。埴輪は確認されていない。市教委の見解では古墳時代中期中葉（5世紀半ば）の築造とされる。

### 西大寺山古墳（西大寺山5号墳）
丘陵東側尾根の高所に位置する前方後円墳である。ただし、前述のとおり市誌の記述と現在の古墳の位置は異なっている。市誌では開墾により封土は失われているとし、規模や形状は述べられていない。開墾時に粘土槨様の埋葬施設と剣状鉄製品が出土したとされ、その後の調査で鉄製小札6片と円筒埴輪が見つかっている。築造年代は円筒埴輪の特徴と小札により、中期末から後期初頭とされる。

### 西大寺山北古墳（西大寺山1号墳）
丘陵北端の最高所に位置する前方後円墳である。西大寺山古墳と同様に市誌に記述されている。富田林市遺跡分布図では直径9メートル高さ2.5メートルの円墳とされ、後の分布調査で前方後円墳と判明した。発掘調査は行われておらず、詳細は不明である。

## 展示施設
山中田古墳群の出土遺物は、開発された住宅地内に位置するコミュニティセンター「かがりの郷」のロビーで展示されている。出土状況を表した玉類のレプリカ、保存処理された短甲などが置かれている。